# HD 98618
HD 98618 — звезда в созвездии Большой Медведицы, находящаяся на расстоянии 126 св. лет от Земли.
По всем своим свойствам звезда практически идентична Солнцу и является его «двойником». Однако, несмотря на большое сходство с Солнцем, она как и звезда 18 Скорпиона содержит гораздо больше лития. Перуанские астрономы Хорхе Мелендес и Иван Рамирес обнаружили сходство с Солнцем в ноябре 2007 года и предложили рассматривать звезду как квазидвойник Солнца.